# Banco Central de la República Turca del Norte de Chipre
El Banco Central de la República Turca del Norte de Chipre (en turco: Kuzey Kıbrıs Türk Cumhuriyeti Merkez Bankası) es el banco central del Norte de Chipre. Fue creado el 16 de mayo de 1983. 
La sede del banco se encuentra en Nicosia del Norte, la capital de Chipre del Norte. 
El Banco Central de la República Turca del Norte de Chipre es miembro de la IFSB (Junta de Servicios Financieros Islámicos).